# Proquasimus micros
Proquasimus micros – gatunek chrząszcza z rodziny sprężykowatych, podrodziny Prosterninae i plemienia Negastriini. Jedyny gatunek monotypowego rodzaju Proquasimus.

## Taksonomia
Gatunek został opisany przez L. Farmaire'a w 1903 pod nazwą Cryptohypnus micros. W 1932 E. J.-B. Fleutiaux ustanowił dla niego monotypowy rodzaj Proquasimus. Nazwa rodzajowa pochodzi z połączenia łacińskiego przedrostka pro- z nazwą rodzaju Quasimus. Dotąd znany jest jedynie pojedynczy okaz samca.

## Opis
Ciało podłużne. Głowa prawie płaska. Pokrywy z rowkami (striae). Cztery segmenty stóp płatkowane. Przedplecze gładkie, błyszczące. Szew przedpiersia szeroki, ostro zagięty. Fałda (carina) tylnych kątów przedplecza zanikająca przed jego wierzchołkiem. Przednia krawędź przedplecza niewygięta łukowato ponad głową (cecha różnicująca z rodzajem Madadicus).

## Występowanie
Gatunek ten jest endemitem Madagaskaru.